# North Ayrshire
North Ayrshire är en av Skottlands kommuner. Kommunen gränsar till Renfrewshire, East Ayrshire och South Ayrshire. Centralort är Irvine.
North Ayrshire är vänort med Uddevalla.

## Orter
- Ardrossan
- Beith
- Dalry, Dreghorn
- Fairlie
- Irvine
- Kilbirnie
- Kilwinning
- Largs
- Millport
- Great Cumbrae
- Saltcoats
- Skelmorlie
- Stevenston
- West Kilbride